# Xã Tully, Quận Marion, Ohio
Xã Tully (tiếng Anh: Tully Township) là một xã thuộc quận Marion, tiểu bang Ohio, Hoa Kỳ. Năm 2010, dân số của xã này là 854 người.